# C.R.A.Z.Y.
C.R.A.Z.Y. – kanadyjski dramat obyczajowy z 2005 roku w reżyserii Jean-Marca Valléego. Opowiada o młodym chłopaku o imieniu Zac, dorastającym w latach 60. i 70. XX wieku w Quebecu, ukrywającym swoją orientację homoseksualną, przede wszystkim z obawy przed mającym bardzo konserwatywne poglądy ojcem. 
Tytuł stanowi akronim od pierwszych liter imion pięciu braci: Christiana, Raymonda, Antoine’a, Zachary’ego i Yvana. Jest również nawiązaniem do ulubionej piosenki ojca głównego bohatera filmu, Crazy Patsy Cline.

## Fabuła
Film opisuje kilkanaście lat z życia Zachary’ego Beaulieu (Marc-André Grondin), dorastającego w przechodzącym zmiany Québecu. Akcja C.R.A.Z.Y. obejmuje okres od początku lat 60. do końca lat 70. ubiegłego stulecia. Zac, przedostatni w kolejności syn, dorasta z czterema braćmi, matką oraz ojcem z wyższym niż dopuszczalny poziomem męskich hormonów. Boryka się z określeniem swojej tożsamości, jak również akceptacji swojej orientacji homoseksualnej, którą powoli u siebie odkrywa. Jest rozdarty między prowadzeniem takiego życia, jakie by chciał, bez ukrywania swojej odmienności, a uporczywym pragnieniem zadowolenia prostego, temperamentnego i konserwatywnego ojca, na co dzień przejawiającego zapędy homofobiczne. Jednym z tematów poruszanych w filmie jest również zanikający wpływ kościoła katolickiego w społeczeństwie Québecu w czasie spokojnej rewolucji.

## Obsada
- Marc-André Grondin – Zachary Beaulieu
- Michel Côté – Gervais Beaulieu (ojciec)
- Danielle Proulx – Laurianne Beaulieu (matka)
- Pierre-Luc Brillant – Raymond Beaulieu
- Alex Gravel – Antoine Beaulieu
- Maxime Tremblay – Christian Beaulieu
- Mariloup Wolfe – Brigitte
- Francis Ducharme – Paul

## Produkcja
Muzyka z następnych okresów dorastania Zaca jest ważnym elementem filmu, sporą część jego budżetu (ok. 660 tys. dolarów kanadyjskich) pochłonęły prawa do wykorzystania w nim utworów Patsy Cline, Pink Floyd, The Rolling Stones czy Space Oddity Davida Bowiego. W filmie pojawia się również utwór Emmenez-moi Charles'a Aznavoura, często wykonywany przez ojca głównego bohatera, jak i Hier Encore, śpiewany na przyjęciu z okazji 20. urodzin Zaca.
Napisanie ostatecznej wersji scenariusza do filmu zajęła około dziesięciu lat, zaś oparty jest on częściowo na wspomnieniach z młodości scenarzysty, François Boulaya. Zdjęcia kręcono w Montrealu i marokańskiej As-Suwajrze.

## Premiera
Premiera filmu w Québecu miała miejsce 27 maja 2005 roku, gdzie film wszedł do kin z ograniczeniem wiekowym 13+. Okazał się sporym hitem jak na niewielki Québec, zarabiając ponad sześć milionów dolarów kanadyjskich, został także pozytywnie oceniony przez krytyków.
Nominowany został w trzynastu kategoriach do nagrody Genie, zdobywając jedenaście z nich. Otrzymał również kilka nagród Prix Jutra oraz na międzynarodowych festiwalach. Był kanadyjskim kandydatem do Oscara w kategorii najlepszy film zagraniczny, nie otrzymał jednak nominacji.
W Polsce film wyświetlany był od 10 marca 2006, jego dystrybutorem jest Gutek Film. 15 grudnia 2006 roku film trafił do sprzedaży detalicznej na polskim rynku, wydany został jedynie na nośniku DVD.

## Nagrody
- 2007 Maine International Film Festival: najlepszy film, nagroda publiczności
- 2006 Prix Jutra: najlepszy film, najlepszy reżyser, najlepszy aktor w roli pierwszoplanowej, najlepszy aktor w roli drugoplanowej, najlepsza aktorka w roli drugoplanowej, najlepszy scenariusz, najlepsze zdjęcia, najlepszy montaż, najlepsza scenografia, najlepsze kostiumy, najlepszy dźwięk, najlepsza charakteryzacja, najlepsza fryzura, największy sukces w box-offisie, najsławniejszy film poza Québekiem

- 2006 Genie: najlepszy film, najlepsza scenografia, najlepsze kostiumy, najlepszy reżyser, najlepszy montaż, najlepszy aktor pierwszoplanowy, najlepsza aktorka drugoplanowa, najlepszy montaż dźwięku, najlepszy scenariusz adaptowany
- 2005 Międzynarodowy Festiwal Filmowy w Toronto: nagroda Miasta Toronto dla najlepszego kanadyjskiego filmu pełnometrażowego
- 2005 Międzynarodowy Festiwal Filmowy w Gijón (Hiszpania): nagroda młodego jury (najlepszy scenariusz), najlepszy reżyser, najlepszy scenariusz, najlepsza scenografia
- 2005 Atlantic Film Festival: najlepszy kanadyjski film pełnometrażowy
- 2005 AFI Fest (Los Angeles): nagroda publiczności (najlepszy film)
- 2005 Festiwal Filmowy w Marrakeszu (Maroko): nagroda jury
- 2005 Międzynarodowy Festiwal Filmowy w Wenecji: dopuszczony do konkursu głównego